# Frans Bonduel
Frans Bonduel (Baasrode, 26 settembre 1907 – Baasrode, 25 febbraio 1998) è stato un ciclista su strada belga.

## Carriera
Professionista dal 1928 al 1947 era uno specialista delle classiche, vinse un Giro delle Fiandre, una Parigi-Tours e due Parigi-Bruxelles.
Nel suo palmarès figurano anche tre affermazioni di tappa al Tour de France.
Ha ottenuto podi nelle più importanti corse in linea del nord europa, come Bordeaux-Parigi (1931, 1932), Parigi-Roubaix (1934), Liegi-Bastogne-Liegi (1935) e Freccia Vallone ed in importanti brevi corse a tappe come Volta Ciclista a Catalunya (1936), Giro del Belgio (1936), Deutschland Tour (1938) e Parigi-Nizza (1939, 1946).
Nel 1930 e nel 1931 prese parte, in qualità di grande interprete delle corse in linea, al Grand Prix Wolber concludendo entrambe le edizioni.

## Palmarès
- 1928 (Dilecta-Wolber, una vittoria)

2ª tappa Circuit de Aiglons
- 1929 (Dilecta-Wolber, due vittorie)

Circuit de Belgique
Classifica generale Circuit du Midi
- 1930 (Dilecta-Wolber, quattro vittorie)

Giro delle Fiandre
Schaal Sels
Parigi-Lilla
17ª Tour de France (Évian > Belfort)
- 1931 (Dilecta-Wolber, due vittorie)

1ª tappa Circuit du Morbihan (Lorient > Vannes)
Classifica generale Circuit du Morbihan
- 1932 (Dilecta-Wolber, quattro vittorie)

Champion de Flandre Occidentale
IGP Saint Michel - Circuit du Pays Flamand
6ª tappa Tour de France (Luchon > Perpignano)
7ª tappa Tour de France (Perpignano > Montpellier)
- 1933 (Dilecta-Wolber, una vittoria)

Tour du Limbourg
- 1934 (Dilecta-Wolber, una vittoria)

Parigi-Bruxelles
- 1936 (Dilecta-Wolber, quattro vittorie)

Parigi-Boulogne-sur-Mer
Grand Prix de Saint-Junien
7ª tappa Volta Ciclista a Catalunya (Valls - Tarragona)
1ª tappa Parigi-Saint-Etienne
- 1937 (Dilecta-Wolber, tre vittorie)

Schaal Sels
Marsiglia-Lione
2ª tappa Circuit du Midi
- 1938 (Dilecta-Wolber, una vittoria)

8ª tappa Deutschland Tour (Baden-Württemberg)
- 1939 (Dilecta-Wolber, tre vittorie)

Parigi-Tours
Parigi-Bruxelles
4ª tappa Parigi-Nizza (Cavaillon > Nizza)
- 1942 (Dilecta-Wolber, una vittoria)

2ª tappa Circuit de France (Le Mans > Poitiers)
- 1946 (Dilecta-Wolber, una vittoria)

2ª tappa Parigi-Nizza (Digione > Roanne)

### Altri successi
- 1929 (Dilecta-Wolber, una vittoria)

Kermesse di Wilrijk (Derny)
- 1930 (Dilecta-Wolber, quattro vittorie)

Kermesse di Mere
Kermesse di Stekene
Kermesse di Wilrijk (4 agosto, Derny)
Kermesse di Wilrijk (11 agosto)
- 1931 (Dilecta-Wolber, una vittoria)

Kermesse di Lokeren
- 1932 (Dilecta-Wolber, tre vittorie)

Grand Prix Stadt - Kermesse di Sint-Niklaas
Criterium di Hemikssem
Criterium di Dendermonde
- 1934 (Dilecta-Wolber, una vittoria)

Critérium de Troyes
- 1935 (Dilecta-Wolber, una vittoria)

Critérium de Hesbaye à Landen
- 1936 (Dilecta-Wolber, tre vittorie)

Grand Prix De Schacht - Lochristi
Criterium di Waregem
Criterium di Mons
- 1938 (Dilecta-Wolber, tre vittorie)

Criterium di Ligny
Criterium di Sint-Gillis-bij-Dendermonde
Criterium di Pont-de-Loup
- 1941 (Dilecta-Wolber, tre vittorie)

Criterium di Yvoir
Criterium di La Louvière (15 giugno)
Criterium di La Louvière (7 settembre)
- 1942 (Dilecta-Wolber, tre vittorie)

Criterium di Alken
Criterium di Sint-Gillis-Waas
Criterium di Deerlijk
- 1943 (Dilecta-Wolber, una vittoria)

Criterium di Puurs
- 1946 (Dilecta-Wolber, tre vittorie)

Criterium di Herstal
Criterium di Diepenbeek
Criterium di Spalbeek

## Piazzamenti

### Grandi giri
- Tour de France

1929: 12º
1930: 7º
1932: 6º
1934: 18º

### Classiche monumento

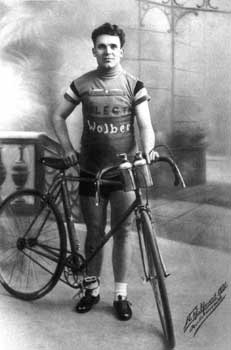
Frans Bonduel in maglia Dilecta-Wolber nel 1932.

- Giro delle Fiandre

1929: 12º
1930: vincitore
1932: 8º
1934: 11º
1939: 9º
1941: 17º
1942: 7º
1944: 5º
- Parigi-Roubaix

1928: 36º
1930: 6º
1931: 31º
1932: 44º
1933: 29º
1934: 3º
1935: 5º
1936: 7º
1937: 8º
1938: 32º
1943: 22º
1946: 4º
- Liegi-Bastogne-Liegi

1935: 2º